# Ignacy Abdul Masih I
Ignacy Abdul Masih I (ur. ?, zm. ?) – w latach 1662–1686 104. syryjsko-prawosławny Patriarcha Antiochii. 